# Lasianthus maingayi
Lasianthus maingayi är en måreväxtart som beskrevs av Joseph Dalton Hooker. Lasianthus maingayi ingår i släktet Lasianthus och familjen måreväxter. Inga underarter finns listade i Catalogue of Life.